# Glendon, England
Glendon var en civil parish fram till 1935 när blev den en del av Rushton, i grevskapet Northamptonshire, i England. Civil parish var belägen 4 km från Kettering och hade 40 invånare år 1931. Byar nämndes i Domedagsboken (Domesday Book) år 1086, och kallades då Clendone/Clenedone.